# Stazione di Montanaro
La stazione di Montanaro è una stazione ferroviaria posta sulla linea Chivasso-Aosta al servizio dell'omonimo comune.

## Storia
La stazione entrò in funzione il 1º maggio 1858, con l'attivazione della tratta Chivasso–Caluso della linea per Aosta.

## Strutture e impianti
La stazione dispone di due binari serviti rispettivamente da due banchine. Il loro collegamento avviene a raso, tramite una passerella in legno.
È presente un fabbricato viaggiatori a piani che risulta inaccessibile all'utenza poiché ceduto in uso a un'associazione locale che ne cura anche la sua manutenzione.

## Movimento
La stazione è servita da treni regionali effettuati da Trenitalia nell'ambito del contratto di servizio stipulato con la Regione Piemonte.

## Servizi
Ai fini commerciali la stazione è classificata da RFI nella categoria "bronze".

## Interscambi
- Fermata autobus